# Notiphilides grandis
Notiphilides grandis är en mångfotingart som beskrevs av Henri W. Brölemann 1905. Notiphilides grandis ingår i släktet Notiphilides och familjen kamjordkrypare. Inga underarter finns listade i Catalogue of Life.